# Koos Polak

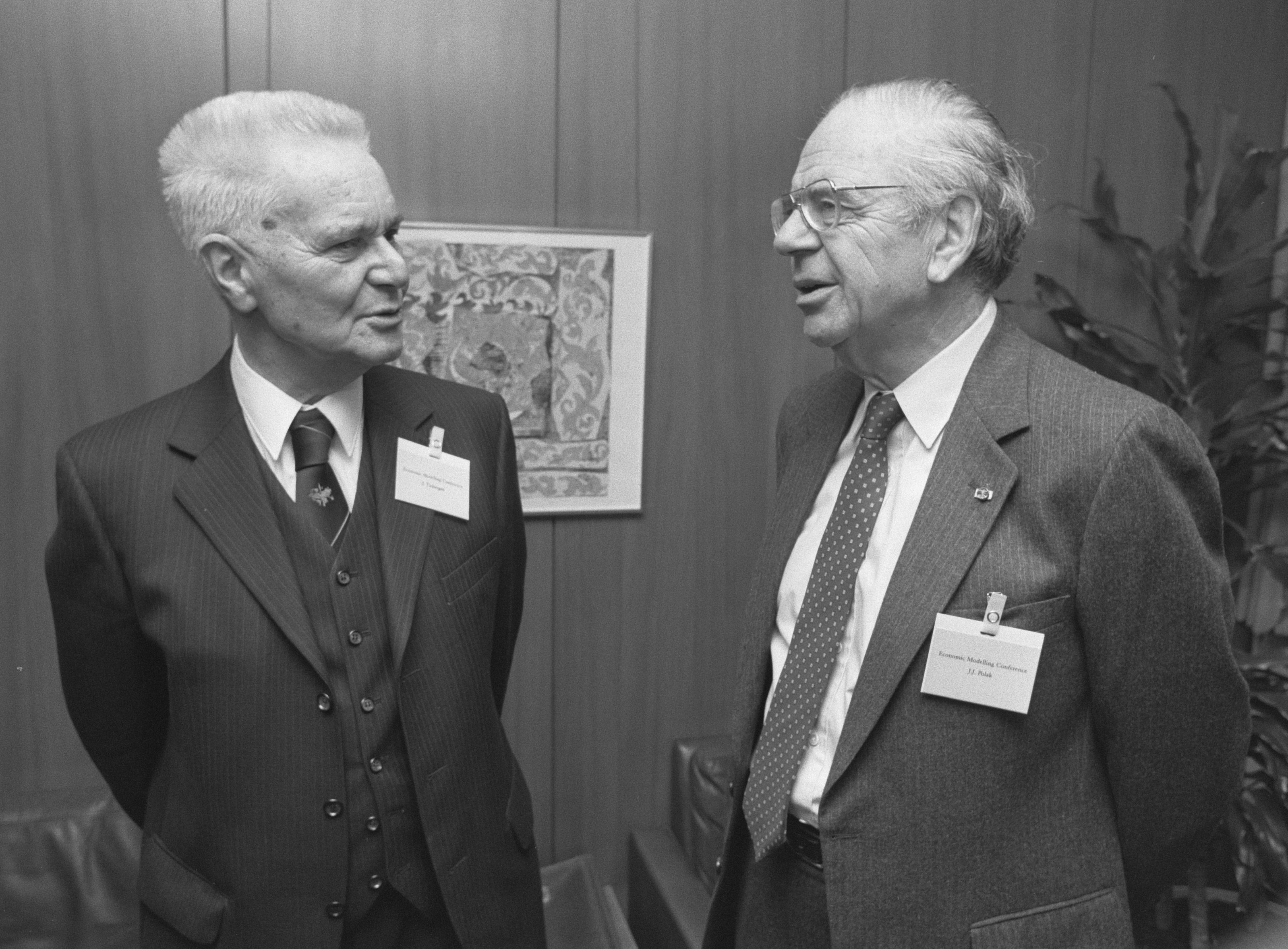
Jan Tinbergen en J.J. Polak in 1987

Jacques Jacobus (Koos) Polak (Rotterdam, 25 april 1914 – Bethesda, Maryland, VS, 26 februari 2010) was een Nederlands econoom.
Polak studeerde in 1937 af in de economie aan de Universiteit van Amsterdam. Aansluitend ging hij als econoom werken bij de Volkenbond. Daar werkte hij onder andere met Jan Tinbergen.
Hij was in 1944 de Nederlandse onderhandelaar in Bretton Woods (Verenigde Staten) waar het IMF en de Wereldbank werden opgericht. Polak bleef werkzaam bij het IMF en was van 1958 tot 1979 directeur van de studiedienst van het IMF. Hierna was hij tot 1986 de Nederlandse bewindvoerder in het bestuur van het IMF.
Polak gaf zijn naam aan het "model van Polak" (monetair model van het IMF), dat sinds de jaren 1950 (later in gewijzigde vorm) door de Wereldbank en het IMF gebruikt werd om te oordelen over kredieten aan staten om hun betalingsbalanstekort te dekken en voor de keuze van de gepaste structuuraanpassingsprogramma's.
Het IMF heeft haar onderzoeksconferentie naar Polak vernoemd. In totaal heeft hij zes boeken en negentig artikelen gepubliceerd.